# Pugnatrypaea lobetobensis
Pugnatrypaea lobetobensis is een tienpotigensoort uit de familie van de Callianassidae. De wetenschappelijke naam van de soort is voor het eerst geldig gepubliceerd in 1905 door de Man.